# Hammam-Lif

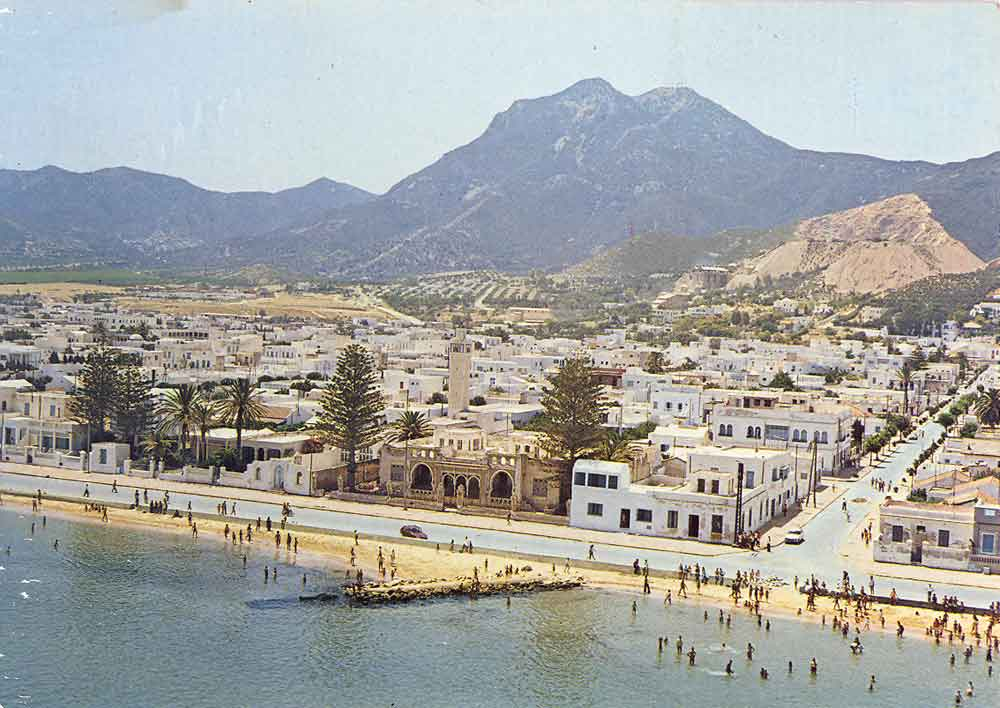
Hammam-Lif, Ansicht des Strandes um 1950, im Hintergrund der Boukornine

Hammam-Lif (arabisch حمام الأنف, DMG Ḥammām al-Anf) ist ein berühmter Kurort in Tunesien. Er liegt 16 Kilometer südöstlich von Tunis am Golf von Tunis.
Der Berg Djebel Boukornine (576 m) dominiert die Ansichten von Hammam-Lif.

## Geschichte
Unter dem Namen Aquae Persianae war es bereits bei den Römern ein Badeort. Sein punischer Name war Naro. Der Bey von Tunis, Ali Pascha, hob den Ort in der Mitte des 18. Jahrhunderts hervor. Man entdeckte dort die Reste römischer Thermalbäder, die durch Caius Julius Perseus errichtet wurden, und Reste der Synagoge von Naro, der ersten in Afrika gefundenen antiken Synagoge.
Die Einwohnerzahl im Jahre 2014 betrug 42.518.

## Persönlichkeiten
- Férid Boughedir (* 1944), Filmregisseur, Filmproduzent und Drehbuchautor
- Leila Toubel, Schauspielerin, Bühnenautorin und Feministin
- Sirajeddine Chihi (* 1970), Fußballspieler

## Städtepartnerschaften
Mit folgenden Städten unterhält Hammam-Lif eine Städtepartnerschaft:
| - Luxeuil-les-Bains (Frankreich), seit 1961 - Antony (Frankreich), seit 1969 - Salsomaggiore Terme (Italien), seit 1966 | - Granby (Kanada), seit 1967 - Kenitra (Marokko), seit 1982 - az-Zawiya (Libyen), seit 1984 |

## Sport
Der größte Sportverein der Stadt Club Sportif de Hammam-Lif. Der Verein ist mehrfacher Sieger der tunesischen Fußballmeisterschaft und des tunesischen Pokals. Hinzu kommen Titel in den Vereinsabteilungen für Handball und Basketball.

## Nachweise
1. ↑  http://citypopulation.de/Tunisia-Cities.html
2. ↑  Villes jumelées avec Hammam-lif, 9. Mai 2023 (französisch)